# Powellinia durandi
Powellinia durandi là một loài bướm đêm trong họ Noctuidae.